# Biathlon-Juniorenweltmeisterschaften 2018
Die Biathlon-Juniorenweltmeisterschaften 2018 (offiziell: IBU Youth/Junior World Championships Biathlon 2018) fanden vom 26. Februar 2018 bis 4. März 2018 im estnischen Otepää statt.

## Medaillenspiegel
| Platz | Land        |   |   |   |    |
| ----- | ----------- | - | - | - | -- |
| 01    | Russland    | 8 | 2 | 5 | 15 |
| 02    | Schweden    | 3 |   | 1 | 4  |
| 03    | Polen       | 2 | 1 |   | 3  |
| 04    | Norwegen    | 1 | 4 | 4 | 9  |
| 05    | Frankreich  | 1 | 2 | 4 | 7  |
| 06    | Tschechien  | 1 | 2 | 1 | 4  |
| 07    | Finnland    |   | 2 |   | 2  |
| 08    | Deutschland |   | 1 |   | 1  |
| 08    | Italien     |   | 1 |   | 1  |
| 08    | Ukraine     |   | 1 |   | 1  |
| 11    | Schweiz     |   |   | 1 | 1  |

## Zeitplan
| Datum       | Frauen  | Frauen                         | Männer  | Männer                        |
| Datum       | Uhrzeit | Wettbewerb                     | Uhrzeit | Wettbewerb                    |
| ----------- | ------- | ------------------------------ | ------- | ----------------------------- |
| 26. Februar | 10:00   | Einzel Jugend (10 km)          | 13:00   | Einzel Jugend (12,5 km)       |
| 27. Februar | 11:05   | Staffel Juniorinnen (3 × 6 km) | 12:40   | Staffel Junioren (4 × 7,5 km) |
| 28. Februar | 12:05   | Staffel Jugend (3 × 6 km)      | 13:40   | Staffel Jugend (3 × 7,5 km)   |
| 1. März     | 11:00   | Einzel Juniorinnen (12,5 km)   | 14:00   | Einzel Junioren (15 km)       |
| 2. März     | 10:00   | Sprint Jugend (6 km)           | 13:00   | Sprint Jugend (7,5 km)        |
| 3. März     | 10:00   | Sprint Juniorinnen (7,5 km)    | 13:00   | Sprint Junioren (10 km)       |
| 4. März     | 10:00   | Verfolgung Jugend (7,5 km)     | 11:00   | Verfolgung Jugend (10 km)     |
| 4. März     | 13:15   | Verfolgung Juniorinnen (10 km) | 14:20   | Verfolgung Junioren (12,5 km) |

## Ergebnisse Jugend männlich
| Rang | Name                 |
| ---- | -------------------- |
| 1    | Michail Perwuschin   |
| 2    | Tommaso Giacomel     |
| 3    | Vítězslav Hornig     |
| 4    | Alex Cisar           |
| 5    | Filip Fjeld Andersen |
| 6    | Niklas Hartweg       |
| 7    | Andrei Wjuchin       |
| 8    | Denis Taschtimerow   |
| 9    | Mikuláš Karlík       |
| 10   | Tomáš Sklenárik      |

| Rang | Name                        |
| ---- | --------------------------- |
| 1    | Andrei Wjuchin              |
| 2    | Michail Perwuschin          |
| 3    | Alexei Ogorelkow            |
| 4    | Filip Fjeld Andersen        |
| 5    | Martin Bourgeois République |
| 6    | Tommaso Giacomel            |
| 7    | Alex Cisar                  |
| 8    | Kristo Siimer               |
| 9    | Tomáš Sklenárik             |
| 10   | Denis Taschtimerow          |

| Rang | Name                        |
| ---- | --------------------------- |
| 1    | Michail Perwuschin          |
| 2    | Filip Fjeld Andersen        |
| 3    | Martin Bourgeois République |
| 4    | Andrei Wjuchin              |
| 5    | Tomáš Sklenárik             |
| 6    | Denis Taschtimerow          |
| 7    | Wojciech Janik              |
| 8    | Anton Vidmar                |
| 9    | Jewhen Iwtschenko           |
| 10   | Mikuláš Karlík              |

| Rang | Name                                                              |
| ---- | ----------------------------------------------------------------- |
| 1    | RusslandDenis Taschtimerow Andrei Wjuchin Michail Perwuschin      |
| 2    | TschechienVítězslav Hornig Tomáš Mikyska Mikuláš Karlík           |
| 3    | NorwegenEirik Gerhardsen Martin Alfheim Filip Fjeld Andersen      |
| 4    | ItalienKevin Gontel Didier Bionaz Tommaso Giacomel                |
| 5    | SlowenienAnton Vidmar Lovro Planko Alex Cisar                     |
| 6    | FinnlandSanttu Panttila Sameli Joronen Otto Invenius              |
| 7    | EstlandRobert Heldna Kristo Siimer Klaus Kolpakov                 |
| 8    | RumänienGeorge Colțea Tamás Kovács Adelin Duicu                   |
| 9    | Vereinigte StaatenVáclav Červenka Camren Nielsen Garrett Beckrich |
| 10   | SlowakeiSamuel Hubač Lukáš Ottinger Tomáš Sklenárik               |

## Ergebnisse Jugend weiblich
| Rang | Name                     |
| ---- | ------------------------ |
| 1    | Elvira Öberg             |
| 2    | Heidi Nikkinen           |
| 3    | Amanda Lundström         |
| 4    | Anastassija Gorejewa     |
| 5    | Tereza Voborníková       |
| 6    | Chrystyna Dmytrenko      |
| 7    | Jenni Keränen            |
| 8    | Lena Hanses              |
| 9    | Marthe Kråkstad Johansen |
| 10   | Ukaleq Astri Slettemark  |

| Rang | Name                      |
| ---- | ------------------------- |
| 1    | Anastassija Gorejewa      |
| 2    | Franziska Pfnür           |
| 3    | Amy Baserga               |
| 4    | Ukaleq Astri Slettemark   |
| 5    | Elvira Öberg              |
| 6    | Marthe Kråkstad Johansen  |
| 7    | Anastassija Schewtschenko |
| 8    | Amanda Lundström          |
| 9    | Chrystyna Dmytrenko       |
| 10   | Sigrid Bredde Vig         |

| Rang | Name                      |
| ---- | ------------------------- |
| 1    | Elvira Öberg              |
| 2    | Anastassija Schewtschenko |
| 3    | Anastassija Gorejewa      |
| 4    | Franziska Pfnür           |
| 5    | Heidi Nikkinen            |
| 6    | Pascale Paradis           |
| 7    | Enikő Márton              |
| 8    | Amy Baserga               |
| 9    | Natallja Karnizkaja       |
| 10   | Juni Arnekleiv            |

| Rang | Name                                                                  |
| ---- | --------------------------------------------------------------------- |
| 1    | SchwedenAmanda Lundström Ella Halvarsson Elvira Öberg                 |
| 2    | FinnlandJenni Keränen Noora Kaisa Keränen Heidi Nikkinen              |
| 3    | NorwegenMarthe Kråkstad Johansen Sigrid Bredde Vig Juni Arnekleiv     |
| 4    | RusslandMarija Kretowa Anastassija Gorejewa Anastassija Schewtschenko |
| 5    | TschechienPetra Suchá Karolína Dusilová Tereza Voborníková            |
| 6    | DeutschlandLena Hanses Hanna-Michéle Hermann Franziska Pfnür          |
| 7    | SlowenienNika Vindišar Živa Klemenčič Tais Vozelj                     |
| 8    | PolenMagda Piczura Joanna Jakieła Paulina Pawliczek                   |
| 9    | BelarusDarja Kudajewa Natallja Karnizkaja Iryna Hubizkaja             |
| 10   | KanadaPascale Paradis Shilo Rousseau Benita Peiffer                   |

## Ergebnisse Junioren
| Rang | Name                      |
| ---- | ------------------------- |
| 1    | Wassili Tomschin          |
| 2    | Martin Perrillat-Bottonet |
| 3    | Sverre Dahlen Aspenes     |
| 4    | Sturla Holm Lægreid       |
| 5    | Johannes Dale             |
| 6    | Dsmitryj Lasouski         |
| 7    | Roman Jeremin             |
| 8    | Wadim Istamgulow          |
| 9    | Danilo Riethmüller        |
| 10   | Morgan Lamure             |

| Rang | Name                      |
| ---- | ------------------------- |
| 1    | Sverre Dahlen Aspenes     |
| 2    | Martin Perrillat-Bottonet |
| 3    | Johannes Dale             |
| 4    | Igor Malinowski           |
| 5    | Wassili Tomschin          |
| 6    | Said Karimulla Chalili    |
| 7    | Wjatscheslaw Malejew      |
| 8    | Sturla Holm Lægreid       |
| 9    | Danilo Riethmüller        |
| 10   | Tuukka Invenius           |

| Rang | Name                      |
| ---- | ------------------------- |
| 1    | Igor Malinowski           |
| 2    | Sturla Holm Lægreid       |
| 3    | Said Karimulla Chalili    |
| 4    | Danilo Riethmüller        |
| 5    | Daniele Cappellari        |
| 6    | Jakub Štvrtecký           |
| 7    | Wadim Istamgulow          |
| 8    | Przemysław Pancerz        |
| 9    | Martin Perrillat-Bottonet |
| 10   | Émilien Claude            |

| Rang | Name                                                                                 |
| ---- | ------------------------------------------------------------------------------------ |
| 1    | RusslandSaid Karimulla Chalili Wassili Tomschin Wjatscheslaw Malejew Igor Malinowski |
| 2    | NorwegenSivert Guttorm Bakken Johannes Dale Endre Strømsheim Sturla Holm Lægreid     |
| 3    | FrankreichHugo Rivail Émilien Claude Morgan Lamure Martin Perrillat-Bottonet         |
| 4    | ItalienMattia Nicase Patrick Braunhofer Peter Tumler Daniele Cappellari              |
| 5    | BelarusAljaksej Hrabennikau Kirill Zjuryn Ilja Ausejenka Dsmitryj Lasouski           |
| 6    | DeutschlandJulian Hollandt Tim Grotian Marinus Veit Danilo Riethmüller               |
| 7    | UkraineRuslan Bryhadyr Serhij Telen Wladyslaw Koschowez Bohdan Zymbal                |
| 8    | ÖsterreichMichael Trieb Lucas Pitzer Sebastian Trixl Magnus Oberhauser               |
| 9    | SchweizSebastian Stalder Sandro Bovisi Nico Salutt Gian-Fadri Jäger                  |
| 10   | PolenPrzemysław Pancerz Tadeusz Nędza-Kubiniec Wojciech Skorusa Marcin Szwajnos      |

## Ergebnisse Juniorinnen
| Rang | Name               |
| ---- | ------------------ |
| 1    | Kamila Żuk         |
| 2    | Markéta Davidová   |
| 3    | Myrtille Bègue     |
| 4    | Walerija Wasnezowa |
| 5    | Urška Poje         |
| 6    | Emma Timerbulatowa |
| 7    | Chloe Levins       |
| 8    | Marit Ishol Skogan |
| 9    | Megan Bankes       |
| 10   | Sophie Chauveau    |

| Rang | Name                     |
| ---- | ------------------------ |
| 1    | Markéta Davidová         |
| 2    | Kamila Żuk               |
| 3    | Myrtille Bègue           |
| 4    | Urška Poje               |
| 5    | Walerija Wasnezowa       |
| 6    | Chloe Levins             |
| 7    | Emilie Ågheim Kalkenberg |
| 8    | Megan Bankes             |
| 9    | Emma Timerbulatowa       |
| 10   | Polina Schewnina         |

| Rang | Name                |
| ---- | ------------------- |
| 1    | Kamila Żuk          |
| 2    | Anna Krywonos       |
| 3    | Irina Kasakewitsch  |
| 4    | Hanna Kebinger      |
| 5    | Myrtille Bègue      |
| 6    | Chloe Levins        |
| 7    | Emma Timerbulatowa  |
| 8    | Nadia Moser         |
| 9    | Megan Bankes        |
| 10   | Irene Lardschneider |

| Rang | Name                                                                                       |
| ---- | ------------------------------------------------------------------------------------------ |
| 1    | FrankreichCamille Bened Myrtille Bègue Lou Jeanmonnot                                      |
| 2    | NorwegenUne Christiane Tronerud Kvelvane Emilie Ågheim Kalkenberg Kjersti Kvistad Dengerud |
| 3    | RusslandPolina Schewnina Emma Timerbulatowa Walerija Wasnezowa                             |
| 4    | DeutschlandMarina Sauter Sophia Schneider Hanna Kebinger                                   |
| 5    | PolenNatalia Tomaszewska Kamila Cichoń Kamila Żuk                                          |
| 6    | ItalienIrene Lardschneider Michela Carrara Eleonora Fauner                                 |
| 7    | TschechienNatálie Jurčová Tereza Vinklárková Iva Křižovičová                               |
| 8    | FinnlandSaana Lahdelma Heidi Kuuttinen Jenny Fellman                                       |
| 9    | KanadaEmily Dickson Nadia Moser Megan Bankes                                               |
| 10   | KasachstanLjudmila Achatowa Oksana Tschulkowa Jewgenija Krassikowa                         |